# Campeonato Panamericano de Clubes de Básquetbol
Il Campeonato Panamericano de Clubes de Básquetbol (in italiano: Campionato Panamericano di Club di Pallacanestro) è stato un torneo internazionale di pallacanestro professionistico disputato dal 1993 al 2000, con l'eccezione del 1998, anno in cui era previsto nella Repubblica Dominicana ma venne cancellato a causa dell'Uragano Georges.
La squadra che ha vinto il maggior numero di titoli è il Franca, con 4 campionati conquistati.

## Storia
Il Campionato Panamericano per Club (Pan American Club Championship) è stato un torneo internazionale di pallacanestro per club, organizzato annualmente tra il 1993 e il 2000, riservato alle migliori squadre dell’America Latina. Considerato in quegli anni la massima competizione cestistica per club del continente americano, fu istituito con l'obiettivo di offrire una vetrina continentale ai campioni nazionali non solo delle federazioni sudamericane, ma anche per la principali federerazioni centroamericane e caraibiche.
La manifestazione rappresentava la naturale evoluzione dei tornei sudamericani esistenti fino ad allora, ed era riconosciuta come il principale torneo per club di tutto il continente, precedendo per importanza e visibilità le competizioni regionali. Il formato variava a seconda delle edizioni, con fasi a girone, semifinali e finali a seconda dell’anno e del numero di partecipanti.
Il torneo non fu disputato nel 1998, a causa dell'uragano Georges che colpì la Repubblica Dominicana, nazione ospitante designata per quell'anno. Dopo l'edizione del 2000, il campionato fu definitivamente sospeso, lasciando il ruolo di massima competizione continentale alla Liga Sudamericana.

## Albo d'oro
| Anno | Sede                             | Campioni                                | Risultato                               | Finalista                               | Terzo posto                             | Quarto posto                            | Note                        |
| ---- | -------------------------------- | --------------------------------------- | --------------------------------------- | --------------------------------------- | --------------------------------------- | --------------------------------------- | --------------------------- |
| 1993 | Quito                            | Franca                                  | 115-105                                 | Atenas Córdoba                          | Indios de Cd. Juarez                    | Adidas                                  | [ 3 ]                       |
| 1994 | Córdoba / Olavarría              | Franca                                  | 98-97                                   | Ol. Venado Tuerto                       | Corinthians Paulista                    | Atenas Córdoba                          | [ 4 ]                       |
| 1995 | Santa Cruz do Sul / Porto Alegre | Rio Claro                               | Formato a girone                        | Peñarol M. d. Plata                     | Corinthians (RS)                        | Franca                                  | [ 5 ]                       |
| 1996 | Franca                           | Atenas Córdoba                          | 81-78                                   | Franca                                  | Dharma/Yara Franca                      | Independiente                           | [ 6 ] [ 7 ] [ 8 ] [ 9 ]     |
| 1997 | General Pico                     | Franca                                  | 75-67                                   | Atenas Córdoba                          | Independiente                           | Mogi das Cruzes                         | [ 10 ] [ 11 ] [ 12 ] [ 13 ] |
| 1998 | Santo Domingo                    | Cancellata a causa dell'Uragano Georges | Cancellata a causa dell'Uragano Georges | Cancellata a causa dell'Uragano Georges | Cancellata a causa dell'Uragano Georges | Cancellata a causa dell'Uragano Georges | [ 14 ]                      |
| 1999 | Santo Domingo                    | Franca                                  | 88-87                                   | Vasco da Gama                           | Metro. Mauricio Baez                    | Independiente                           | [ 15 ]                      |
| 2000 | Montevideo                       | Estud. Olavarría                        | 74-64                                   | Aguada                                  | Welcome                                 | Franca                                  | [ 16 ] [ 17 ] [ 18 ]        |

## Statistiche

### Titoli per squadra
| Squadra             | Titoli | Edizioni               | Secondo posto | Edizioni   |
| ------------------- | ------ | ---------------------- | ------------- | ---------- |
| Franca              | 4      | 1993, 1994, 1997, 1999 | 1             | 1996       |
| Atenas Córdoba      | 1      | 1996                   | 2             | 1993, 1997 |
| Rio Claro           | 1      | 1995                   | 0             | –          |
| Estud. Olavarría    | 1      | 2000                   | 0             | –          |
| Ol. Venado Tuerto   | 0      | –                      | 1             | 1994       |
| Peñarol M. d. Plata | 0      | –                      | 1             | 1995       |
| Vasco da Gama       | 0      | –                      | 1             | 1999       |
| Aguada              | 0      | –                      | 1             | 2000       |

### Titoli per nazione
| Nazione (lega nazionale) | Titoli | Edizioni                     | Secondo posto | Edizioni               |
| ------------------------ | ------ | ---------------------------- | ------------- | ---------------------- |
| Brasile (CBB)            | 5      | 1993, 1994, 1995, 1997, 1999 | 2             | 1996, 1999             |
| Argentina (LNB)          | 2      | 1996, 2000                   | 4             | 1993, 1994, 1995, 1997 |
| Uruguay (CFB)            | 0      | –                            | 1             | 2000                   |